# Irish Orienteering Association
Der Irische Orientierungslaufverband (englisch Irish Orienteering Association, IOA; irisch Cumann Treodóireacht na hÉireann, CTÉ) ist der nationale Orientierungslaufverband Irlands. Er ist seit 1975 Vollmitglied des Internationalen Orientierungslaufverbandes (IOF).
Er umfasst alle Vereine der Republik Irland, während in Nordirland der Verband Northern Ireland Orienteering dem britischen Verband British Orienteering untergeordnet ist.

## Geschichte
Orientierungslaufaktivitäten in Irland begannen in den frühen 1970er Jahren. 1975 fanden die ersten nationalen Meisterschaften statt und die IOA wurde in den Weltverband IOF aufgenommen.
1998 fand mit dem Weltcup-Auftakt in Killarney zum bisher ersten und einzigen Mal ein international bedeutender Wettkampf in Irland statt.
Die IOA gibt die erstmals im September 1982 erschienene Zeitschrift The Irish Runner (TIO) heraus. Zuvor informierte zwischen 1977 und 1982 die Vereinszeitschrift Leinster Orienteering Clubs Newsletter über die Entwicklung des Sports in Irland.

## Auszeichnungen
Der Verband vergibt jährlich unter anderem folgende drei Preise:
- die Silva Trophy für die Weiterentwicklung des Orientierungslaufs,
- die Mactire Trophy für eine Leistung in einem Orientierungslaufwettkampf,
- und den Silva Award für die Organisation eines Orientierungslaufwettkampfes.